# Herb Beszeniowej

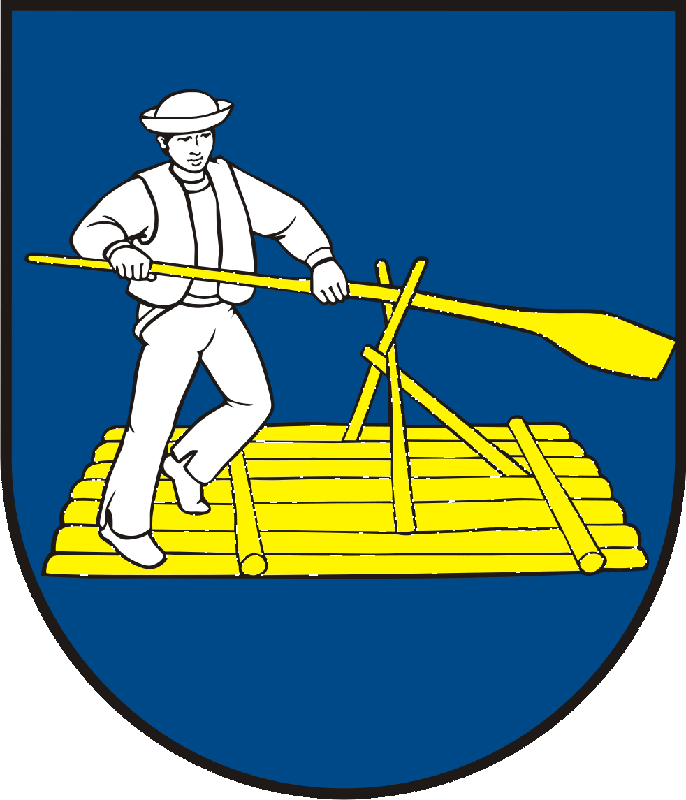

Herb Beszeniowej przedstawia złotą tratwę na błękitnym tle. Na trawie znajduje się postać srebrnego mężczyzny w kapeluszu.
Herb pochodzi z pieczęci z roku 1807, znajdującej się obecnie w Muzeum Liptowskim. Wokół pieczęci znajdował się napis LOK...AN.BESENOVA. W II połowie XIX wieku używano pieczęci bez rysunku, jedynie z tekstem Obec Besenova.